# Ospedale infantile Burlo Garofolo
L'ospedale infantile Burlo Garofolo, formalmente IRCCS materno infantile Burlo Garofolo, è un istituto di ricovero e cura a carattere scientifico di tipo pediatrico situato a Trieste. L'ospedale è stato fondato nel 1856 per offrire assistenza medica ai bambini.
Il Burlo Garofolo rappresenta oggi un'eccellenza italiana e, secondo uno studio della rivista Times Higher Education, è il primo istituto di ricerca italiano per qualità di ricerca scientifica e il 28º al mondo.

## Storia
L'ospedale fu fondato il 19 novembre 1856 dalla baronessa Maria Alessandrina de Langenau-Mertens, moglie del Luogotenente di Trieste, con l’aiuto di circa un centinaio di finanziatori. Il primo nucleo dell’ospedale, situato in via Giustinelli e dotato di 24 posti letto, era dedicato all'assistenza medica dei bambini poveri. Nel 1907, la baronessa Maria Anna Laura Garofolo nata Burlo lasciò un’ingente somma di denaro all’ospedale, che prese così il nome di Ospedale Infantile e Pie Fondazioni Burlo Garofolo.
L’ospedale crebbe di dimensioni nel tempo, fino a doversi spostare prima (nel 1869) in via del Bosco e poi (1938) in via dell’Istria, dove si trova tutt’oggi. Dal 1968 è IRCCS per la pediatria, ed è sede della scuola di specializzazione in pediatria dell'Università degli studi di Trieste.
Nel 2016 ha ottenuto la benemerenza civica dal comune di Trieste.

## Dipartimenti
L'ospedale è costituito dai seguenti dipartimenti:
- Dipartimento di Pediatria
- Dipartimento Materno-neonatale
- Dipartimento di Chirurgia
- Dipartimento dei Servizi della Diagnostica avanzata
- Dipartimento della Gestione Tecnico-Amministrativa

## Curiosità
- Nel 1977 l'Ospedale infantile Burlo Garofolo fu il primo ospedale pediatrico in Italia ad essere dotato di un day hospital pediatrico, allora del tutto inesistenti. Ciò fu fortemente voluto da Franco Panizon, direttore della clinica pediatrica.[7]
- Nel 1972 l'Ospedale infantile Burlo Garofolo fu il primo ospedale pediatrico in Italia ad istituire la guardia neonatologia con la presenza del pediatra in sala parto a tutti i parti e una delle prime terapie intensive neonatali. Ciò per iniziativa e visione lungimirante del direttore dell'Istituto di Puericultura e del Centro Immaturi Sergio Nordio e del direttore sanitario Isidoro Marass.